# Regione di Iffou
La regione di Iffou è una delle 31 regioni della Costa d'Avorio. Situata nel distretto di Lacs, ha per capoluogo la città di Daoukro ed è suddivisa  in quattro dipartimenti: Daoukro, M'Bahiakro, Ouellé e Prikro.
La popolazione censita nel 2014 era pari a 311.642 abitanti.